# As Ucheiras
As Ucheiras es una aldea española actualmente despoblada que forma parte de la parroquia de Orol, del municipio de Orol, en la provincia de Lugo, Galicia.

## Demografía
| Gráfica de evolución demográfica de As Ucheiras entre 2000 y 2020 |
|                                                                   |
| Datos según el nomenclátor publicado por el INE.                  |